# ジョナサン・パウエル
ジョナサン・パウエル（Jonathan Powell、1969年 - ）は、イギリスのクラシック音楽と現代音楽のピアニスト、作曲家。

## 略歴

### ピアノ演奏と音楽学

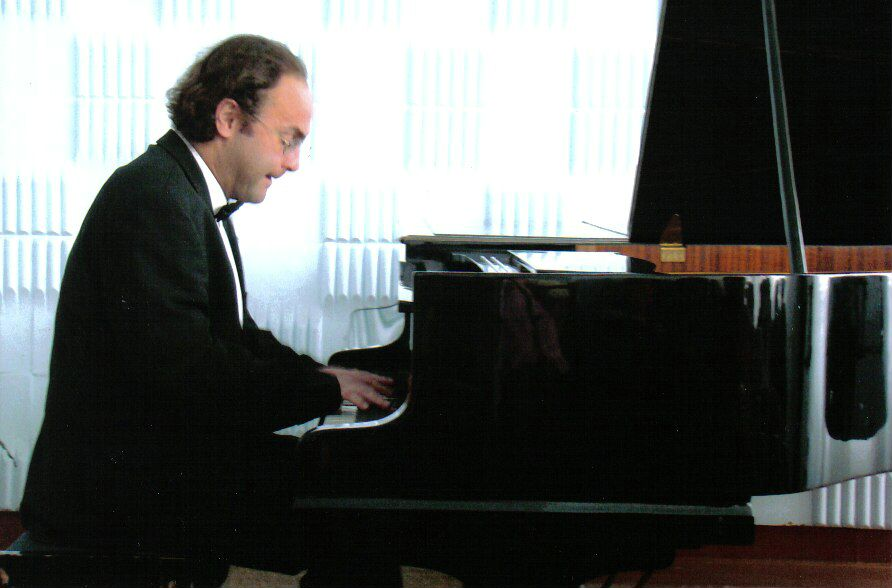
ジョナサン・パウエル

パーセル・ルームに20歳でデビュー。マイケル・フィニスィーからピアノ独奏の為の「シュトラウス・ワルツァー」の第1曲「レモンの花咲くところ」を献呈された。その後、ジョフ・ハンナン作曲ピアノ独奏の為の「Joyrider」を含む新人作曲家ピアノ作品の初演に関わった。学位請求論文「After Scriabin: six composers and the development of Russian music. (1999)」でケンブリッジ大学の音楽学部より哲学博士号取得。2001年に刊行されたニューグローヴ世界音楽大事典第二版では、ロシアの音楽家の項目を担当した。
2013年5月10日にはアルカン協会の支援を受け、ピアノリサイタルを行った。2016年4月30日には全4巻36曲から成るフィニスィー作曲ピアノ独奏の為の「ヴェルディ編曲集」を一晩で手がけた。近年ではカイホスルー・シャプルジ・ソラブジの中規模から大規模作品を、次々と世界初演及び世界初録音し、他者の手で初演が済んだ大規模作品も積極的に手掛けている。ヨーゼフ・マルクス協会会員。
2020年1月31日にPiano Classicsからリリースされたソラブジ作曲ピアノ独奏の為の「死者のためのミサからの"怒りの日"の旋律に基づく循環する続唱」は絶賛で迎えられ、ドイツ音盤批評賞を受賞した。現在までのピアノ演奏の録音はLargo、Altarus Records、Convivium Records、Capriccio、Toccata Classics、Piano Classics、ASV、danacordから入手できる。

### 作曲
ピアノはスラミタ・アロノフスキーとデニス・マシューズに師事したが、作曲は独学である。パーセル・ルームデビューの同年から作曲活動に入り、1995年に8楽器の為の「Necromonic Fragments」がハダースフィールド現代音楽祭主催作曲コンクールで受賞した。その他の作品にはピアノ独奏の為の「Sonno delle città terribili」、「弦楽四重奏曲第2番」、ピアノ独奏の為の「ソナタ第5番」などがある。パウエルのピアノ曲を演奏するピアニストには、サムイル・フェインベルクのディスクで知られるクリストフ・シロドーが含まれる。現在までの作品の録音はNMCから入手できる。イギリス音楽コレクションに活動初期に作曲された楽譜の印刷不可閲覧専用のpdfファイルが登録されている。